# Mitrobarzanes (general persa)
Mitrobarzanes (Mithrobarzanes, Μιθροβαρζάνης) fou un general persa, cap de les forces de Capadòcia que formaven part de l'exèrcit persa a la batalla del riu Grànic el 334 aC. Va morir en aquesta batalla.
El seu apareix també com a Mitrobuzanes, però Mitrobarzanes és probablement la forma correcta.